# Oud-Permisch alfabet

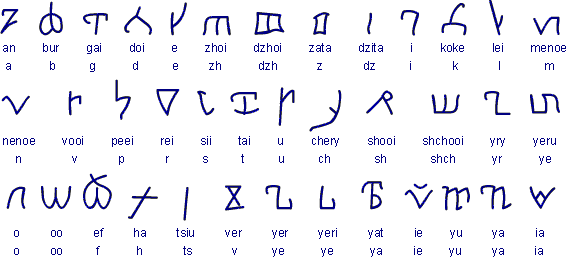
Het Oud-Permische alfabet

Het Oud-Permische alfabet, ook bekend onder de namen Aboer en Anboer (Zurjeens: абур resp. анбур) is een schriftsysteem dat in de middeleeuwen is ontworpen voor het Zurjeens of Komi.

## Geschiedenis
Het schrift werd in 1372 ontworpen door de Russische monnik en latere heilige Stefan van Perm, die een Zurjeense moeder had en als missionaris de Komi tot het christendom heeft bekeerd. Het was deels gebaseerd op het Cyrillische en het Griekse alfabet, maar ook op de op runen gelijkende Tamga-tekens die door plaatselijke stammen werden gebruikt. Hiermee is het Zurjeens de tweede Finoegrische taal die over een geschreven traditie beschikt, na het Hongaars, maar anderhalve eeuw eerder dan het Fins. Het schrift is in gebruik gebleven tot in de 17de eeuw, toen het definitief werd verdrongen door het Cyrillisch. Toch is het Oud-Permische alfabet ook later nog wel gebruikt, onder meer door de dichter Ivan Koeratov.
Naast de twee dialecten van het Komi, Zurjeens en Komi-Permjaaks, werd het voor cryptografische doeleinden ook wel toegepast op het Russisch.

## Eigenschappen
Het alfabet heeft 38 letters, maakt geen onderscheid tussen hoofd- en kleine letters en wordt van links naar rechts geschreven. Sommige letters hebben diakritische tekens.
De letters hebben ook namen. De naam van het alfabet, Aboer of Anboer, is afgeleid van de namen van de eerste twee letters, an en boer. Dit procedé is te vergelijken met de woorden alfabet en azboeka, respectievelijk voor het Griekse en het Cyrillische alfabet.